# Bas Paauwe junior
Bas Paauwe junior (* 23. September 1936 in Rotterdam; † 9. September 2015 in Zwolle) war ein niederländischer Fußballtrainer und Sohn des gleichnamigen Fußballspielers und -trainers Bas Paauwe.
Im Jahr 1973 war Pauuwe Co-Trainer beim niederländischen Zweitligisten PEC Zwolle unter Laszlo Zalai. Im Januar 1973 wurde beschlossen, dass Paauwe zu Beginn der neuen Saison Haupttrainer wird. Dazu kam es aber nicht, da im April 1973 Zalai und Paauwe entlassen wurden.
Bei seiner ersten eigenen Trainerstation, dem VV Hoogeveen, wurde er 1978 Meister der Sonntagsamateure. Von 1980 bis Februar 1982 trainierte Pauuwe die WHC Wezep. Im Sommer 1982 wurde Bas Paauwe Trainer bei PEC Zwolle, die inzwischen in der niederländischen Ehrendivision spielt. Nach vier Niederlagen gab Paauwe im September 1982 freiwillig Kompetenzen wie Aufstellung und Taktikbesprechungen an den Co-Trainer Rinus Israël ab. Paauwe konzentrierte sich auf das Training und blieb offiziell Cheftrainer, da Israël nicht die nötige Lizenz besaß. Ende Oktober beendete er sein Engagement als Trainer bei PEC endgültig, da es mit seinem Hauptberuf als Beamter bei der Stadt Zwolle nicht zu kombinieren war.